# أولاد طالب (أولاد داوود)
أولاد طالب هو دُوَّار يقع بجماعة عين الزهرة، إقليم الدريوش، جهة الشرق في المملكة المغربية. ينتمي الدوّار لمشيخة أولاد داوود التي تضم 9 دواوير. يقدر عدد سكانه بـ 296 نسمة حسب الإحصاء الرسمي للسكان والسكنى لسنة 2004.

## روابط خارجية
- البوابة الوطنية للجماعات الترابية
- المندوبية السامية للتخطيط